# Funiculaire du Capucin
Le funiculaire du Capucin est situé dans la commune de Mont-Dore (en Auvergne-Rhône-Alpes). Il est le premier funiculaire électrique construit en France (1898) et est inscrit au titre des monuments historiques. Sa ligne franchit 175 mètres de dénivelée et aboutit au Salon du Capucin, à 1 245 mètres d'altitude. Le funiculaire du Capucin est exploité du printemps à l'automne et peut transporter jusqu'à 114 passagers par heure et par sens de circulation à la vitesse d'un mètre par seconde.

## Tracé

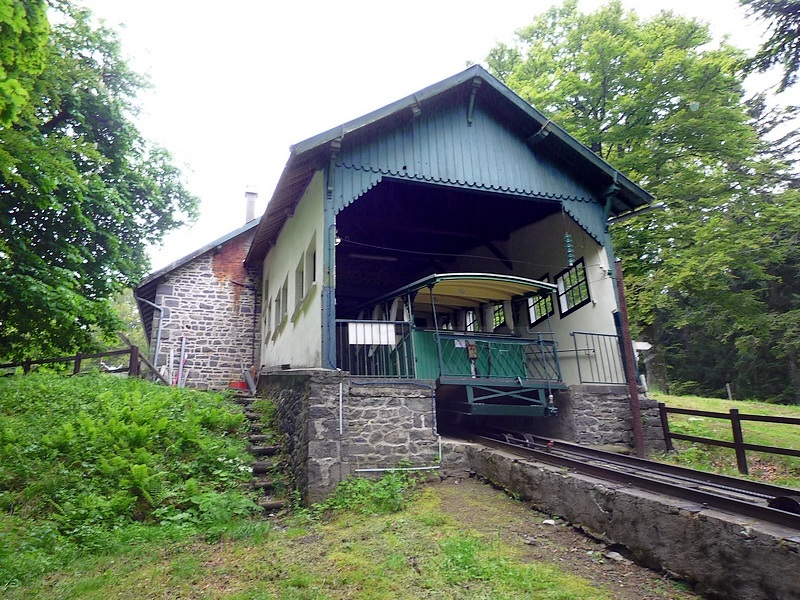
Gare amont du funiculaire.

La gare aval du funiculaire est située rue René-Cassin, au sud du bourg du Mont-Dore à 1 070 mètres d'altitude et l'arrivée s'effectue au Salon du Capucin, à 1 245 mètres d'altitude, au terme d'un trajet de 448,5 mètres présentant une inclinaison maximale de 56 %.

## Histoire
En 1894, un entrepreneur de travaux publics de Perrier, Jean Giraudon, obtient de la municipalité de Mont-Dore une concession de 70 ans, pour un « chemin de fer d’intérêt local à traction funiculaire et électrique ». Il prend à sa charge l'ensemble des risques, la concession étant « sans subvention ni garantie d'intérêt », et il doit verser à la commune, pendant les dix premières années d'exploitation une redevance de 1 000 F, augmentée de 200 F pour la période suivante. La mise en service a lieu le 20 juin 1898.

## Caractéristiques

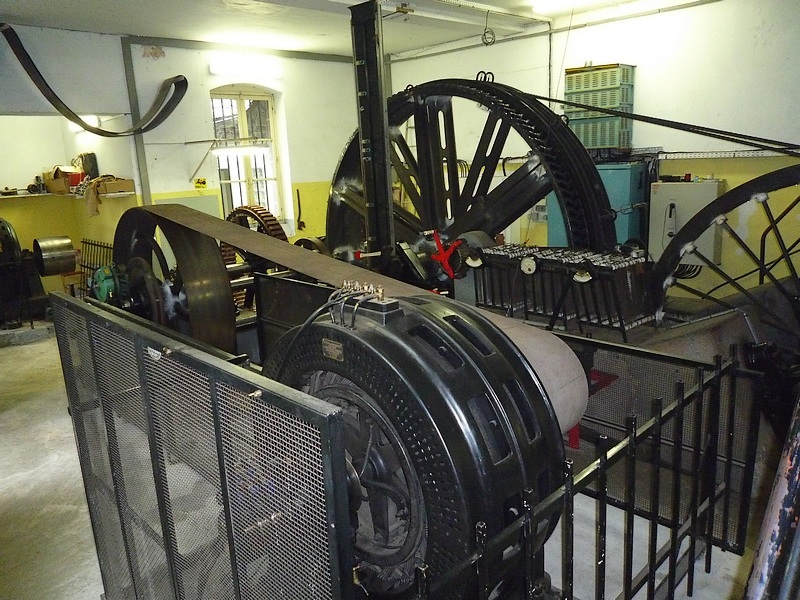
Machinerie du funiculaire.

La construction du funiculaire a été supervisée par A. Guitton et Cie de Saint-Étienne mais plusieurs entreprises sont intervenues pour la réalisation. Le treuil a été réalisé par les ateliers Fournier et Cornue et est équipé d'un moteur Maschinenfabrik Oerlikon (MFO). Le châssis des véhicules, qui ont conservé leur apparence de 1898, est un modèle du constructeur suisse Bell. Le funiculaire circule sur une voie métrique unique avec un évitement central Abt. La machinerie permettant le fonctionnement du funiculaire est située dans la gare d'amont.

## Monument historique
Le funiculaire fonctionne encore avec sa machinerie d'origine, visible en gare amont. Avec ses deux gares et les voies ferrées, il est inscrit au titre des monuments historiques depuis le 28 décembre 1984. Les deux voitures, datées de 1897, sont classées au titre objet le 3 novembre 1986.